# سيلفيو غونزاليس
سيلفيو غونزاليس (بالإسبانية: Silvio González)‏ (8 يونيو 1980 بغرنيكا في الأرجنتين - ) هو لاعب كرة قدم أرجنتيني في مركز الهجوم. لعب مع أرسنال ساراندي وأريس ليماسول وأولمبياكوس نيقوسيا وأيل ليماسول وإنديبنديينتي سانتا في وبانفيلد وتيغري ونادي سان لورينزو ونادي قرطبة ونادي لانوس ونومانسيا وريونيغرو أغيلاس وPatriotas Boyacá ‏.

## وصلات خارجية
- سيلفيو غونزاليس على موقع قاعدة بيانات كرة القدم.إي يو (الإنجليزية)
- سيلفيو غونزاليس على موقع Soccerway.com (الإنجليزية)
- سيلفيو غونزاليس على موقع AS.com (الإسبانية)